# Alchémille des champs
Aphanes arvensis
Espèce
Classification phylogénétique
L'Alchémille des champs ou petit pied de lion (Aphanes arvensis) est une espèce de plantes à fleurs du genre Aphanes et de la famille des Rosacées.
Synonymes :
- Alchemilla arvensis (L.) Scop. - non accepté par ITIS[1].
- Alchemilla cuneifolia Nutt.
- Alchemilla occidentalis Nutt.
- Aphanes occidentalis (Nutt.) Rydb.

## Description
C'est une plante herbacée annuelle haute de 5 à 15 cm, rarement plus, aux tiges velues, plus ou moins couchées à la base. Les feuilles sont velues à 3 lobes profondément incisés. Les fleurs sont minuscules, verdâtres, à 4 sépales, groupées en petits glomérules opposés aux feuilles. Les graines sont longues de 0,8 à 1,5 mm.

## Distribution
Dans la plupart des pays d'Europe, presque partout en France ; en Asie, jusqu'à l'Iran.

## Écologie
La plante se développe sur des terres argileuses ou sablonneuses, dans les jardins, terrains vagues, bords des chemins… Elle fleurit d'avril à octobre.

## Utilisation
Au XVIIe siècle, l'herboriste Nicholas Culpeper recommandait de la consommer en salade malgré la difficulté, vu sa petite taille, d'en récolter des quantités suffisantes.